# Santa Cruz Naranjo
Santa Cruz Naranjo est une ville du Guatemala dans le département de Santa Rosa.